# 防寒戦闘服外衣

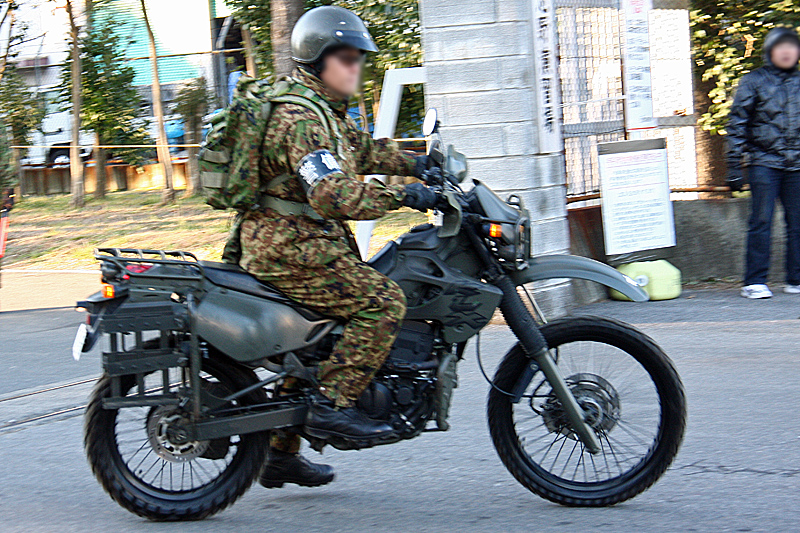
防寒戦闘外衣を着用して偵察用オートバイに乗る隊員

防寒戦闘服外衣（ぼうかんせんとうふくがいい）は陸上自衛隊で使用されている戦闘装着セットの1つで、上衣とズボンで構成されている。また本稿ではかつて使用されていたパーカータイプの防寒外衣についても記述を行う。

## デザイン
迷彩パターンは通常の戦闘服と同様であるが、冬季の枯葉などに擬装ができるように茶色系の配色となっている。素材は難燃性ビニロン70:綿30の平織りで、撥水加工も施されている。戦闘服と織り方が違い、生地も若干薄い。サイズ構成は、戦闘服と同じである。なお、採用当初は対赤外線加工が施されていたが、現在では未加工になっている。

### 上衣

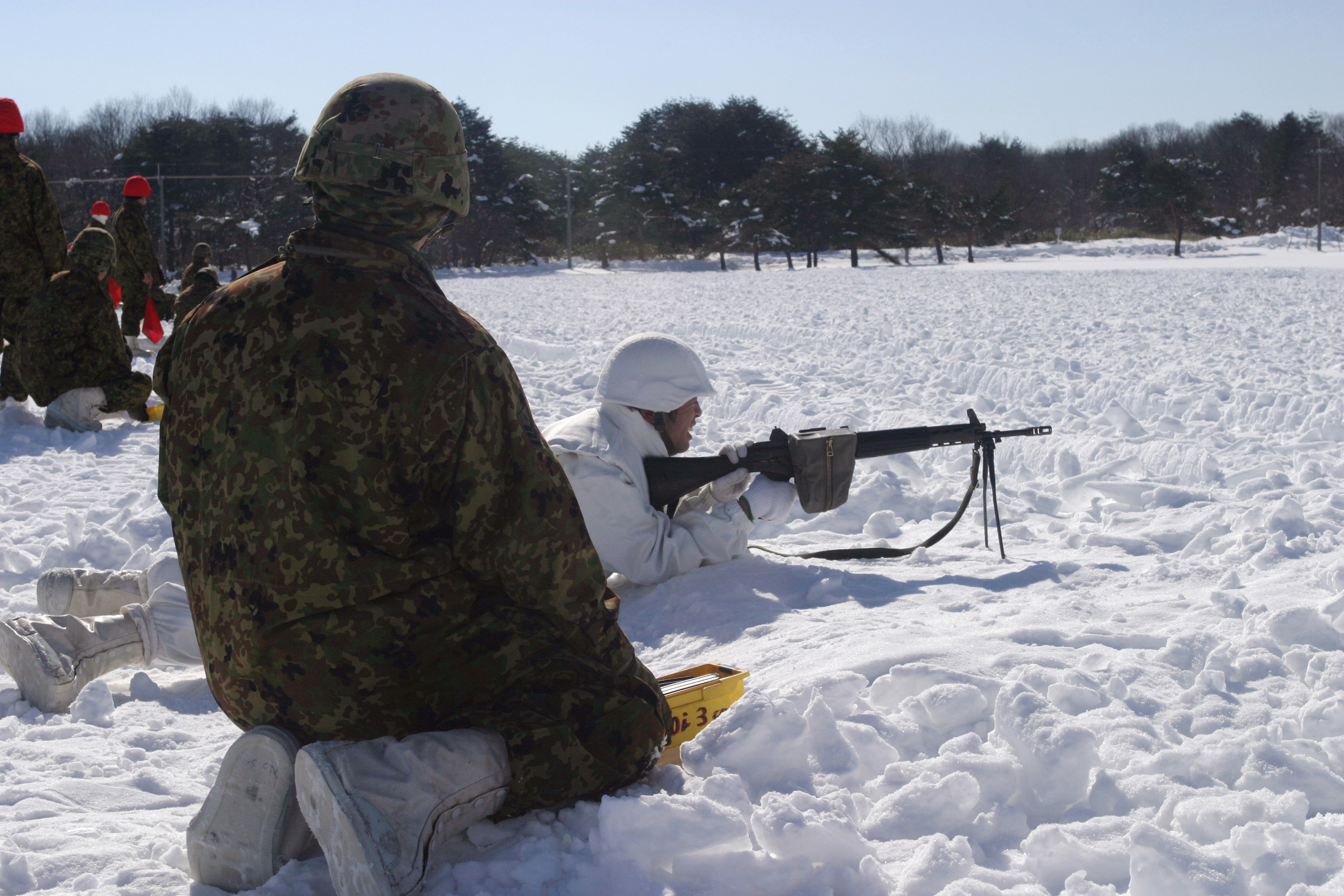
左の隊員が着用しているのが防寒戦闘服外衣（伏せ撃ちを行っているの隊員が着用しているのは冬季迷彩）

アメリカ軍が長年使用していたM65フィールドジャケットからの強い影響が窺えるが、全体的な造りはM-65よりもゆったりとしており、ハーフコートのようになっている。従来使われてきた作業外被と比べ、格段に機能性が向上している。
一番外側の迷彩布に防寒用の生地が貼り付けられており、裏地を含めると3重構造である。さらに身体側に取り外し可能なライナーがあり、取り外しが可能であるため温度調整が容易になっている。フードは襟部分に縫い付けられているが、たたんで襟内部に収納できる。また、戦闘服同様に襟を立てたときに前を閉じる面ファスナーが付いている。
また、胸と腹部分に2箇所ずつの計4個のポケットはすべてまち付きのパッチポケットでOD色に塗装されたスナップボタンで留めるようになっている。前合わせ部分は、YKK製のプラスチックファスナーで、上下からの開閉が可能となっており、さらにスナップボタンで留める。脇の下には通気用のハトメがあり、その部分の裏はメッシュになっている。また両脇にもファスナー開閉式の開口部があり、中の戦闘服胸ポケットの内容物を取り出せるようになっている。ただし、ライナー装着時には不可能。腰部には調節用の紐（ドローコード）があり、また背面には戦闘服同様に、擬装用ループが縫い付けられている。
付属するライナーも同じ素材で作られ、キルティングを施したベスト状の形態で、本体6か所にある白いゴムひもにボタンで装着する。

### ズボン
こちらにはライナーは存在しない。ウエストにはゴムが入れられ、その上から付属のベルト（形状は戦闘服ズボンに酷似）でしめる構造である。両脇にはやはり上下から開閉できるファスナーがあり、戦闘靴を履いた上からの脱着衣を可能にしてある。ポケットは右臀部にパッチポケット、腰部に左右1つずつのポケット（表面からは見えない）がある。裾には調節用のスナップボタンがあり、２段階で裾を絞れるようになっている。裏地は総裏である。
上衣、ズボン共ファスナーには手袋使用時にも開閉しやすいよう、紐が結びつけてある。

## パーカータイプ防寒外衣

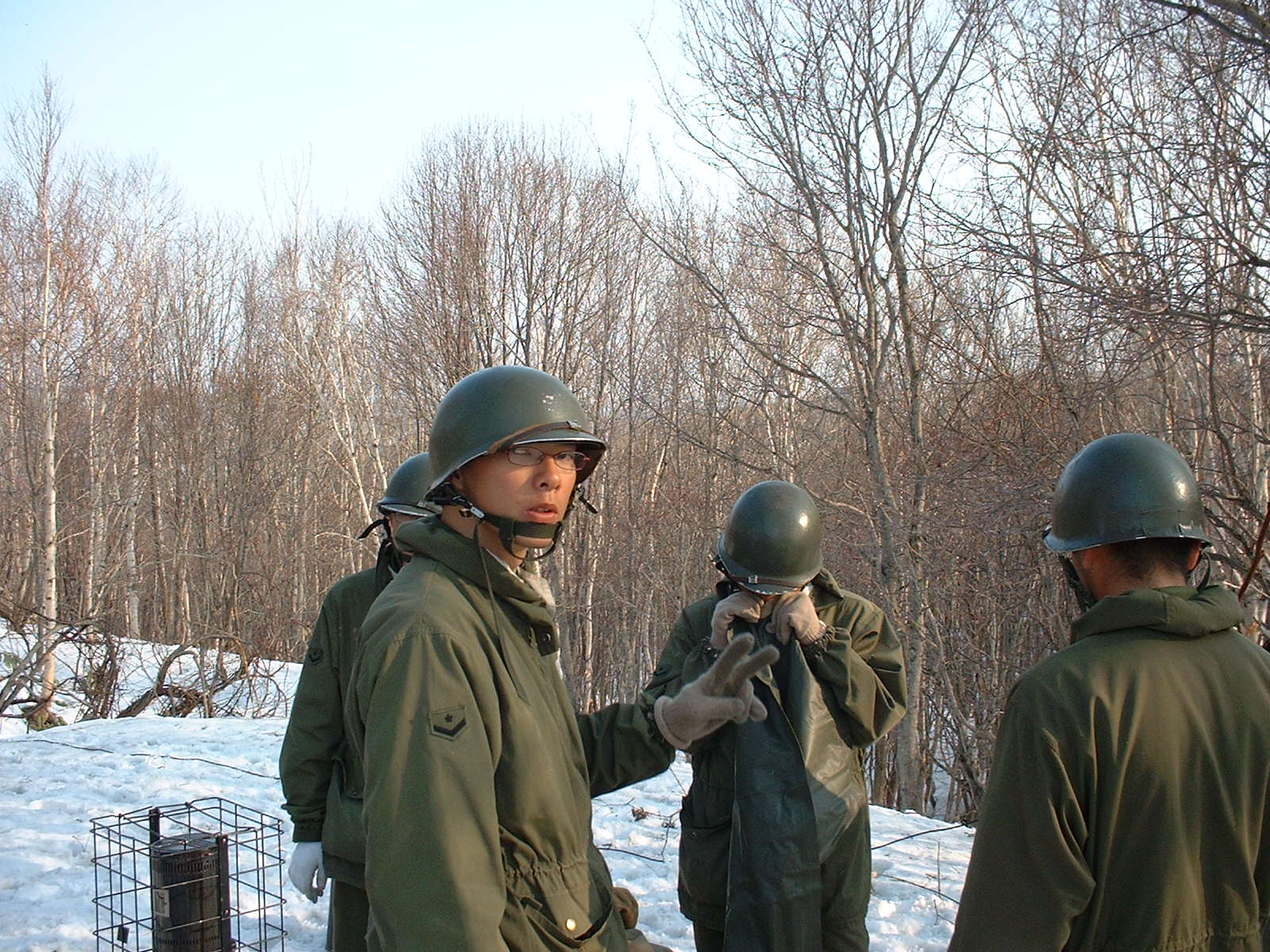
防寒外衣（旧型パーカーリバーシブルタイプ・裏地は白色で必要に応じて裏返して使用する。写真の襟付近にて白色が確認できる

かつて北海道や東北方面などの部隊で使用されていた防寒外衣で、両面リバーシブルタイプの外衣であった（OD色と白色）。
通常の訓練ではOD、冬期訓練（検閲）等では白色に裏返して使用しており、古くなると白色がくすんで黒く変色したものを着用する者もいた。
綿などの断熱素材があまり入っておらず、戦闘服の上にこれだけでは北海道の厳冬期には耐えられない事もあり、戦闘服の内側に「通称:ラクダシャツ」と呼ばれる防寒着や外側に「ラクダジャケット」と通称されるジャケット状の防寒着を着用して防寒外衣を着用していた。
現在防寒戦闘外衣が配備されていない部隊や予備自衛官等では現役であるものの、防寒戦闘外衣と同じようなパターンの外衣採用により徐々に退役の方向である。